# Typhlodromus pruni
Typhlodromus pruni är en spindeldjursart som beskrevs av Gupta 1970. Typhlodromus pruni ingår i släktet Typhlodromus och familjen Phytoseiidae. Inga underarter finns listade i Catalogue of Life.